# Rehausseur de siège
Un rehausseur de siège est un accessoire automobile utilisé pour permettre à un enfant, de plus de 15 kg ou 1 m, d'utiliser les ceintures de sécurité du véhicule malgré sa petite taille.

## Description
Le rehausseur de siège peut être un simple morceau de mousse compact pour permettre à l'enfant de pouvoir utiliser les ceintures de sécurité sans risque d'étranglement, mais il existe aussi des réhausseurs qui permettent de maintenir la tète en cas de choc latéral.

## Groupes

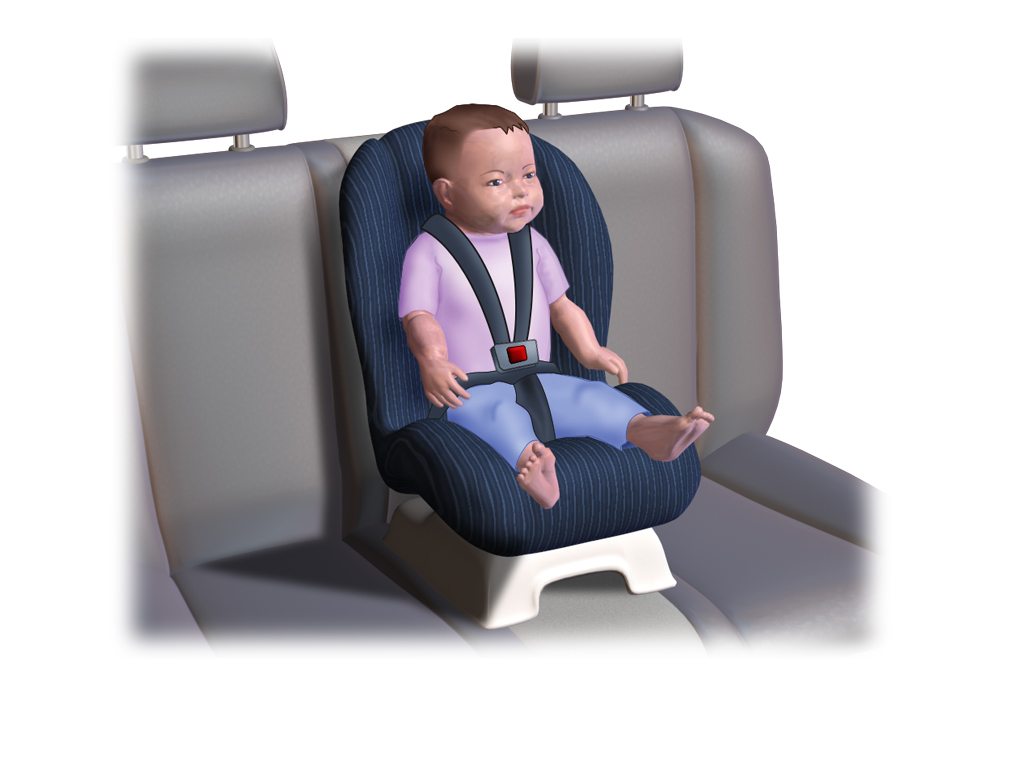
Réhausseur de siège.

Avant 2003 les groupes de sièges enfants étaient définis en fonction du poids :
- Les groupes 0 et 1 sont réservés aux enfants de moins de 18 kg qui doivent utiliser un Siège enfant ;
- Les groupes 2 et 3 s'applique aux rehausseurs pour les enfants de 15 à 36 kg.

Certains modèles évolutifs couvrent différentes tranche de poids pour s'adapter à l'évolution de l'enfant :
- Groupe 1/2/3 pour les enfants de 9 à 36 kg ;
- Groupe 2/3 correspond aux enfants pesant de 15 à 36 kg.

## Normes

### Europe
En Europe, jusqu'en 2003 la norme ECE R44/04 s'appliquait aux enfants de 15 à 36 kg  ;
Depuis 2003 la norme ECE R129 concernent les enfants dont la taille est de 100 à 150 cm.
Depuis 2017, pour les enfants de 15 à 36 kg (norme ECE R44/04) ou 100 à 150 cm (norme ECE R129), il n'y a aucune version homologuée sans dossier.

#### France
Depuis septembre 2017, les nouveaux rehausseurs i-Size (R129) destinés aux enfants mesurant plus de 100 cm (environ 3 ans et demi) doivent être dotés de parois amortisseuses pour assurer la protection latérale.